# Bodas de Oro del Real Madrid Club de Fútbol
El 6 de marzo de 1952, se celebraron las Bodas de Oro del Real Madrid Club de Fútbol. Para conmemorar el quincuagésimo aniversario el club organizó diversos actos entre los que destacaron la disputa de un torneo internacional de fútbol y otro de baloncesto. Estos fueron posibles en especial gracias a dos de las figuras que pasaron a la historia de la entidad como unos de los mejores directivos no solo del club madrileño sino de España: D. Santiago Bernabéu y D. Raimundo Saporta.
Los básicos conocimientos en baloncesto del presidente de la entidad S. Bernabéu, hicieron que éste solicitase ayuda a la Federación Española de Baloncesto (FEB). Es así como se produjo la llegada al club de un bisoño Saporta. Su perfecta organización del torneo baloncestístico, hizo que Bernabéu decidiera contratarle pese a los nulos conocimientos futbolísticos que el joven poseía. Nació así un combinado que llevó a las dos secciones a lo más alto del panorama internacional. 
Como reconocimiento por tan señalada fecha, el Ayuntamiento de Madrid concedió al club la Medalla de Oro de la ciudad de manos del entonces teniente de alcalde y concejal de Deportes y Festejos de la capital el Sr. José María Gutiérrez del Castillo en una recepción que tuvo lugar el 29 de marzo en la Casa de la Villa, antigua sede del Ayuntamiento. 

El presidente madridista fue el encargado de recibir la honorífica distinción, junto con la presencia de los también directivos del club, señores Troncoso y López Chicheri y los presidentes de los dos clubes invitados a participar en el evento futbolístico que habría de producirse como parte de los festejos.
Asimismo, recibió también el reconocimiento de la Federación Española de Baloncesto (FEB) quien le otorgó un recuerdo por la señalada fecha, y del Club de Fútbol Barcelona quien se acercó hasta la capital para hacerle entrega de un obsequio.

## Agenda deportiva
Los actos deportivos se llevaron a cabo durante todo la semana destacando especialmente los sucedidos en la jornada dominical, fecha principal de la celebración. El club, que por aquel entonces contaba con numerosas ramas deportivas, organizó diversos eventos para el disfrute de los asistentes entre los que se incluyó la participación tanto de sus citadas secciones polideportivas como la de otros clubes, así como diversos actos no deportivos como una función de teatro, una proyección cinematográfica o una corrida de toros.

### Eventos polideportivos
El jueves 28 dieron comienzo los actos con un partido homenaje de pelota vasca a los jugadores Méndez Vigo y Luis Olaso, antiguo futbolista del club. al que siguió al día siguiente una corrida taurina en la Plaza Monumental de Las Ventas como homenaje al antiguo matador Vicente Pastor y Durán, «El Chico de la blusa» y una proyección cinematográfica documental del club así como la película comedia-musical De Madrid al cielo de Rafael Gil.
El Nuevo Estadio Chamartín fue el escenario principal de los actos que tuvieron lugar durante toda la mañana del domingo 30. El primero de ellos, a las diez de la mañana y la que abrió la agenda de los eventos deportivos, fue la llegada después de un final a cinco vueltas alrededor del estadio de la carrera ciclista del Gran Premio de Madrid que cubrió la distancia Alcobendas-Chamartín de 105 kilómetros teniendo como vencedor a Miguel Gual.
Posteriormente, a las diez y media, se jugó un encuentro de balonmano a once entre la Sección de Balonmano del Real Madrid C. F. y la Sección de balonmano del París Université Club que no pudo finalizar debido al fuerte temporal acontecido, por lo que se declaró vencedor al equipo francés, quien vencía al final de la primera parte por cinco tantos a uno. 
El día 29 de marzo, se celebraron los partidos de la modalidad de balonmano a siete en el Frontón Fiesta Alegre entre la Sección de Balonmano del Atlético de Madrid y la Sección de balonmano del Plus Ultra con un resultado final de 4-3 y entre la Sección de Balonmano del Real Madrid C. F. y la Sección de balonmano del París Université Club que finalizó 10-3 a favor de los madrileños.
A las once de la mañana dieron comienzo las pruebas de atletismo, en las que participó la Sección de Atletismo del Real Madrid C. F. enfrentándose a las del R. C. D. Español, C. F. Barcelona y del Ministerio del Ejército. En la prueba de 80 metros lisos venció Francisco Tuduri del Ministerio del Ejército mientras que en la prueba de 3000 metros fue vencedor el corredor madridista Antonio Amorós, quien se impuso al españolista José Quesada. Para finalizar se corrió la prueba de relevos olímpicos en la que la sección madridista formada por Miguel Revert, J. M. Cortázar, Alvargonzález y Zulueta se impuso a la del Ministerio del Ejército.

### Evento futbolístico
El evento principal de la celebración fue la disputa de un campeonato internacional de fútbol. A él fueron invitados el Idrottsföreningen Kamraterna Norrköping, campeón sueco y, tras una renuncia del club argentino Club Atlético River Plate, el campeón colombiano Club Deportivo Los Millonarios. Previo a los partidos correspondientes al trofeo, se disputaron los encuentros entre el Real Madrid Club de Fútbol Juvenil y los invitados Atlético de Bilbao y Club de Fútbol Barcelona correspondientes al trofeo de categoría juvenil. En él los juveniles bilbaínos se impusieron en el torneo tras vencer sus dos encuentros por 4-0, dejando en intrascendente el último partido entre madrileños y catalanes que finalizó con empate a cero.
Las fechas elegidas para el pequeño triangular fueron las comprendidas entre el 30 de marzo y el 1 de abril ya que el club se encontraba inmerso en plena competición de la Liga.
El primer encuentro frente a los colombianos, que a la postre fue el que decidió el título, quedó marcado en la historia del club por la actuación de un futbolista argentino que años más tarde cambió el rumbo del equipo blanco: Alfredo Di Stéfano.
Su gran actuación durante el partido frente a los anfitriones provocó que el máximo mandatario madridista no descansase hasta conseguir su fichaje, que finalmente se produjo en 1953 tras una enrevesada y complicada negociación en la que hubieron de intervenir la Federación Internacional de Fútbol Asociación (FIFA) y la Federación Española de Fútbol. Dicho encuentro finalizó con victoria visitante por dos goles a cuatro, donde Di Stéfano anotó dos tantos y fue el mejor del encuentro.
En el intrascendente segundo partido de los madridistas frente a los suecos, debido a la victoria de los colombianos que les dejaba sin opciones, los madrileños vencieron por 2-1 merced a los goles de Pedro María Arsuaga y Luis Molowny que contrarrestaron el primer gol visitante.
El empate del día anterior entre colombianos y suecos obligaba al anfitrión a cuanto menos igualar dicho resultado. Sin embargo una grandísima actuación del equipo sudamericano, apodado en la época como el «Ballet Azul» por el juego que desplegaban, dejó sin opciones al título a los madrileños. El resultado al día siguiente de éstos frente al I. F. K. Norrköping señaló al encuentro frente al C. D. Los Millonarios como la final del mismo, llevándose los colombianos el trofeo del quincuagésimo aniversario del Real Madrid Club de Fútbol.
| 1.ª jornada del Trinagular; 29 de marzo de 1952 16:30 CEST | I. F. K. Norrköping       | 2 - 2   | C. D. Los Millonarios     | Nuevo Estadio de Chamartín, Madrid                                         |                                                                            |
| | Kallgren 38' · Sandin 85' | Reporte | Báez 72' · Di Stéfano 80' | Asistencia: 40 000 espectadores Árbitro(s): Enrique Marrón Martín (España) | Asistencia: 40 000 espectadores Árbitro(s): Enrique Marrón Martín (España) |
| Algunas fuentes señalan que el resultado del partido fue un erróneo 1-2 favorable a los colombianos. Mientras que otras dan el segundo gol de los colombianos como autogol a un posible "chut" de Di Stéfano. |                           |         |                           |                                                                            |                                                                            |

| 2.ª jornada del Trinagular; 30 de marzo de 1952 16:45 CEST | Real Madrid C. F.         | 2 - 4 | C. D. Los Millonarios                        | Nuevo Estadio de Chamartín, Madrid                               |                                                                  |
|                                                            | Arsuaga 61' · Sobrado 77' |       | Castillo 18' · Di Stéfano 34' 50' · Báez 43' | Asistencia: 70 000 espectadores Árbitro(s): Zariquiegui (España) | Asistencia: 70 000 espectadores Árbitro(s): Zariquiegui (España) |

| 3.ª jornada del Trinagular; 1 de abril de 1952 16:30 CEST | Real Madrid C. F.       | 2 - 1 | I. F. K. Norrköping | Nuevo Estadio de Chamartín, Madrid |                                  |
|                                                           | Arsuaga ?' · Molowny ?' |       | Desconocido ?'      | Árbitro(s): Desconocido (España)   | Árbitro(s): Desconocido (España) |

### Evento baloncestístico
A las once de la noche tuvieron lugar los primeros enfrentamientos del campeonato de baloncesto donde participaron el Racing Club de París, la selección portorriqueña, y un combinado americano de soldados destinados en la base aérea inglesa de Lakenheath denominado Lakenheath Pirates contra el Real Madrid de Baloncesto. Los encuentros tuvieron lugar en el Frontón Recoletos, lugar donde habitualmente celebraba el club sus partidos como local.
El campeonato estuvo patrocinado por la Federación Española de Baloncesto, quien cortésmente envió a uno de sus trabajadores para que se encargase de la organización y desarrollo del mismo debido a los escasos conocimientos de este deporte del presidente Santiago Bernabéu. Llegó así entonces al club el joven Raimundo Saporta, quien ante la perfecta labor desempeñada recibió la oferta de Bernabéu de trabajar para el club.
Contra pronóstico, resultó vencedor el equipo madridista quien se aprovechó de la derrota de los Lakenheath Pirates frente al Racing Club por 42-50 y venció en su último encuentro a la selección portorriqueña merced a los diecisiete puntos de «Willo» Galíndez que sirvieron para remontar un adverso 21-34 del final de la primera parte. El partido finalizó con un 48-45 que dejó a los madrileños igualados a dos victorias con los portorriqueños, por lo que el enfrentamiento directo jugado entre ambos decidió el título.
| 28 de marzo de 1952 1.ª jornada Torneo internacional | Racing Club             | 42–77       | Puerto Rico               | Madrid                                                                                              |  |
|                                                      | Parciales: 16-45, 26-32 |             |                           | |  |
|                                                      | Estadísticas Gallays 20 | Reporte Pts | Estadísticas 27 Feliciano | Pabellón: Frontón Recoletos Asistencia: 2 200 espectadores Árbitros: Ardevínez (ESP), Esteban (ESP) |  |

| 28 de marzo de 1952 1.ª jornada Torneo internacional | Lakenheath Pirates         | 42–39       | Real Madrid                | Madrid                                                                                             |  |
|                                                      | Parciales: 15-16, 27-23    |             |                            | |  |
|                                                      | Estadísticas Desconocido ? | Reporte Pts | Estadísticas ? Desconocido | Pabellón: Frontón Recoletos Asistencia: 2 200 espectadores Árbitros: Villamil (ESP), Del Río (ESP) |  |

| 30 de marzo de 1952 2.ª jornada Torneo internacional | Puerto Rico               | 57–36       | Lakenheath Pirates     | Madrid                                                                                             |  |
|                                                      | Parciales: 24-15, 33-21   |             |                        | |  |
|                                                      | Estadísticas Feliciano 23 | Reporte Pts | Estadísticas 13 Parker | Pabellón: Frontón Recoletos Asistencia: 2 200 espectadores Árbitros: Villamil (ESP), Del Río (ESP) |  |

| 30 de marzo de 1952 2.ª jornada Torneo internacional | Real Madrid                 | 45–32       | Racing Club             | Madrid                                                                                              |  |
|                                                      | Parciales: 28-9, 17-23      |             |                         | |  |
|                                                      | Estadísticas W. Galíndez 16 | Reporte Pts | Estadísticas 15 Monclar | Pabellón: Frontón Recoletos Asistencia: 2 200 espectadores Árbitros: Esteban (ESP), Ardevínez (ESP) |  |

| 31 de marzo de 1952 3.ª jornada Torneo internacional | Lakenheath Pirates      | 42–50       | Racing Club                          | Madrid                                                                                              |  |
|                                                      | Parciales: 19-23, 23-27 |             |                                      | |  |
|                                                      | Estadísticas Fields 18  | Reporte Pts | Estadísticas 13 Salvadores & Gominon | Pabellón: Frontón Recoletos Asistencia: 2 200 espectadores Árbitros: Ardevínez (ESP), Esteban (ESP) |  |

| 31 de marzo de 1952 3.ª jornada Torneo internacional | Real Madrid                 | 48–45       | Puerto Rico             | Madrid                                                                                             |  |
|                                                      | Parciales: 21-34, 27-11     |             |                         | |  |
|                                                      | Estadísticas W. Galíndez 17 | Reporte Pts | Estadísticas 17 Santori | Pabellón: Frontón Recoletos Asistencia: 2 200 espectadores Árbitros: Villamil (ESP), Del Río (ESP) |  |

## Cuadro de honor
| Vencedor                       | Evento                | Disciplina          | Notas                                                                                                 |
| ------------------------------ | --------------------- | ------------------- | --- |
| Club Deportivo Los Millonarios | Torneo triangular     | Fútbol              | Una victoria y un empate frente a Real Madrid C. F. y I. F. K. Norrköping.                            |
| Atlético de Bilbao             | Torneo de juveniles   | Fútbol              | Dos victorias frente a Real Madrid C. F. y C. F. Barcelona.                                           |
| Real Madrid                    | Torneo internacional  | Baloncesto          | Dos victorias y una derrota frente a Racing Club y Puerto Rico.                                       |
| Ministerio del Ejército        | 80 metros             | Atletismo           | Victoria del corredor Francisco Tuduri sobre Martínez y Alonso.                                       |
| Real Madrid                    | 3000 metros           | Atletismo           | Victoria del corredor Antonio Amorós sobre José Quesada.                                              |
| Real Madrid                    | Relevos               | Atletismo           | Victoria de Miguel Revert, J. M. Cortázar, Alvargonzález y Zulueta sobre el Ministerio del Ejército.  |
| Real Madrid                    | Trofeo de balonmano   | Balonmano A-7       | Victorias parciales del Real Madrid y el Atlético de Madrid con mejor goalaverage de los anfitriones. |
| Paris Université Club          | Trofeo de balonmano   | Balonmano A-11      | Victoria parcial al final del primer tiempo sobre el Real Madrid.                                     |
| Individual                     | Gran Premio de Madrid | Ciclismo            | Victoria de Miguel Gual sobre Manuel Rodríguez y J. Aguirrezábal.                                     |
| ?                              | Partido Homenaje      | Pelota vasca - Pala | Resultado del partido homenaje a Méndez Vigo y Luis Olaso desconocido.                                |